# Клемент, Кнут
Кнут Клемент (нем. Knut Jungbohn Clement; 4 декабря 1803, Нордорф — 1873) — немецкий филолог и этнограф.
Был народным учителем, затем доцентом в Киле. Кроме многочисленных описаний путешествий, Клемент написал:
- «Die Nordgermanische Welt und ihre geschichtlichen Anfänge» (1840),
- «Die Lex Salica» (1843),
- «Die Lebens- und Leidensgeschichte der Friesen» (1845),
- «Die Lombarden und ihre Eiserne Krone» (1866),
- «Die dänische Schriftsprache und die nordschleswigsche Volkssprache» (1869) и др.